# Mollugo verticillata
Mollugo verticillata (лат.) — стелющееся однолетнее растение, вид рода Моллюго (Mollugo) семейства Моллюгиновые (Molluginaceae), произрастающий в тропической Америке. В восточной части Северной Америки — сорняк, растущий на нарушенных землях. Образует стелющийся круглый ковёр, который может быстро преодолевать близлежащие растения и препятствия. Встречается во всех штатах США, кроме Аляски, Гавайев и Юты, а также в Канаде в Британской Колумбии, Манитобе, Онтарио, Квебеке, Нью-Брансуике и Новая Шотландия. Хотя растение считается инвазивным сорняком, оно также съедобно. Археологические данные показали, что M. verticillata существует в Северной Америке около 3 тыс. лет.

## Ботаническое описание

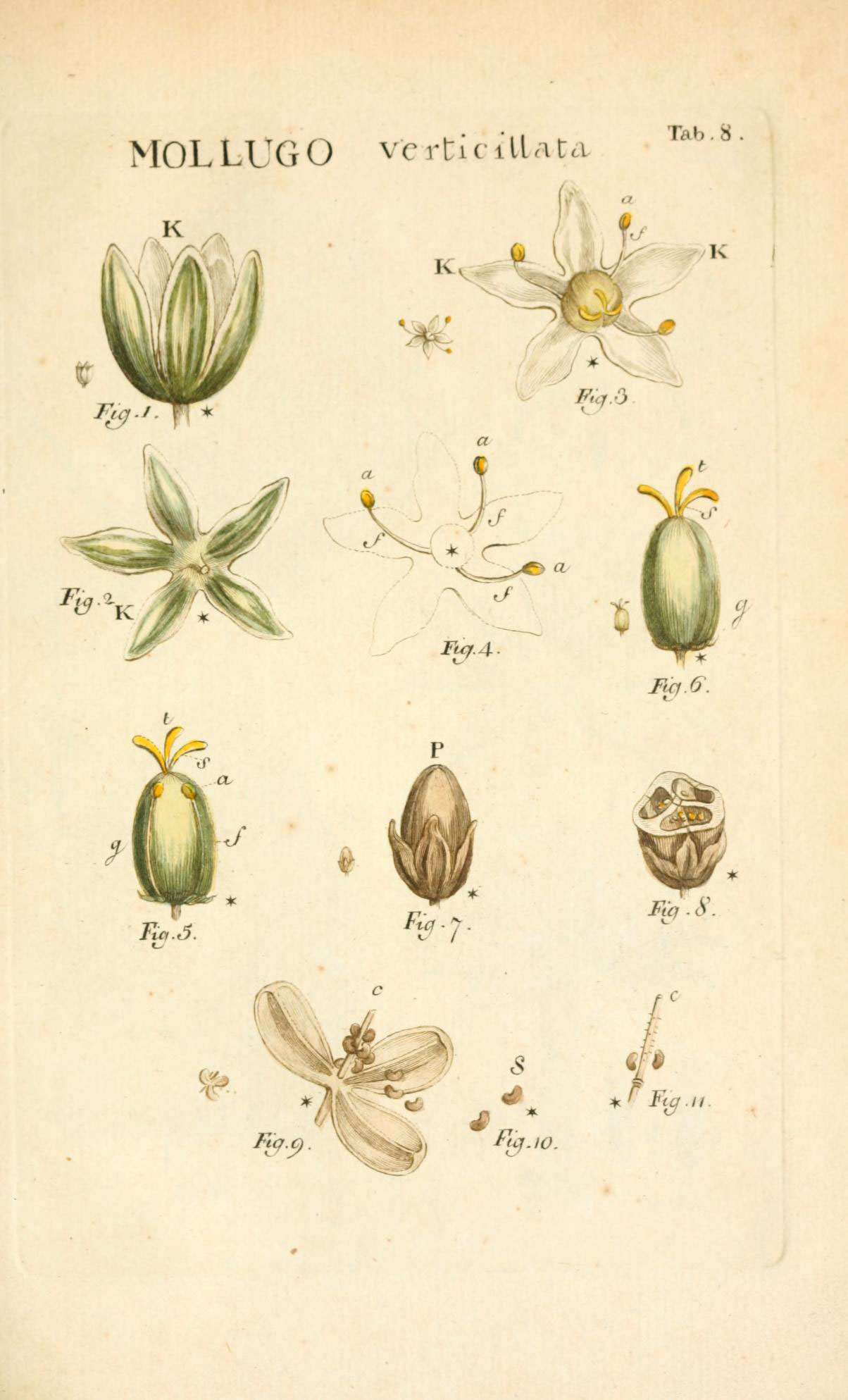
Иллюстрация 1789 года

Mollugo verticillata — стелющееся однолетнее растение. Листья узкие мутовчатые, по 3-8 на каждой мутовке. По мере созревания растение может потерять характерную форму прикорневой розетки. Листья около 1-3 см в длину яйцевидные. Верхушка листа может быть от округлой до острой. Разрастается по земле и образует циновки. Цветки обычно собраны в группы по 2-5 штук, цветут с июля по сентябрь. Цветки белые или зеленовато-белые с мелкими цветоножками 5-15 мм. Плод — коробочка яйцевидной формы и длиной 1,5-4 мм, открывается по достижении зрелости. Семена длиной 0,5 мм от красного до ржаво-коричневого цвета.

Mollugo verticillata
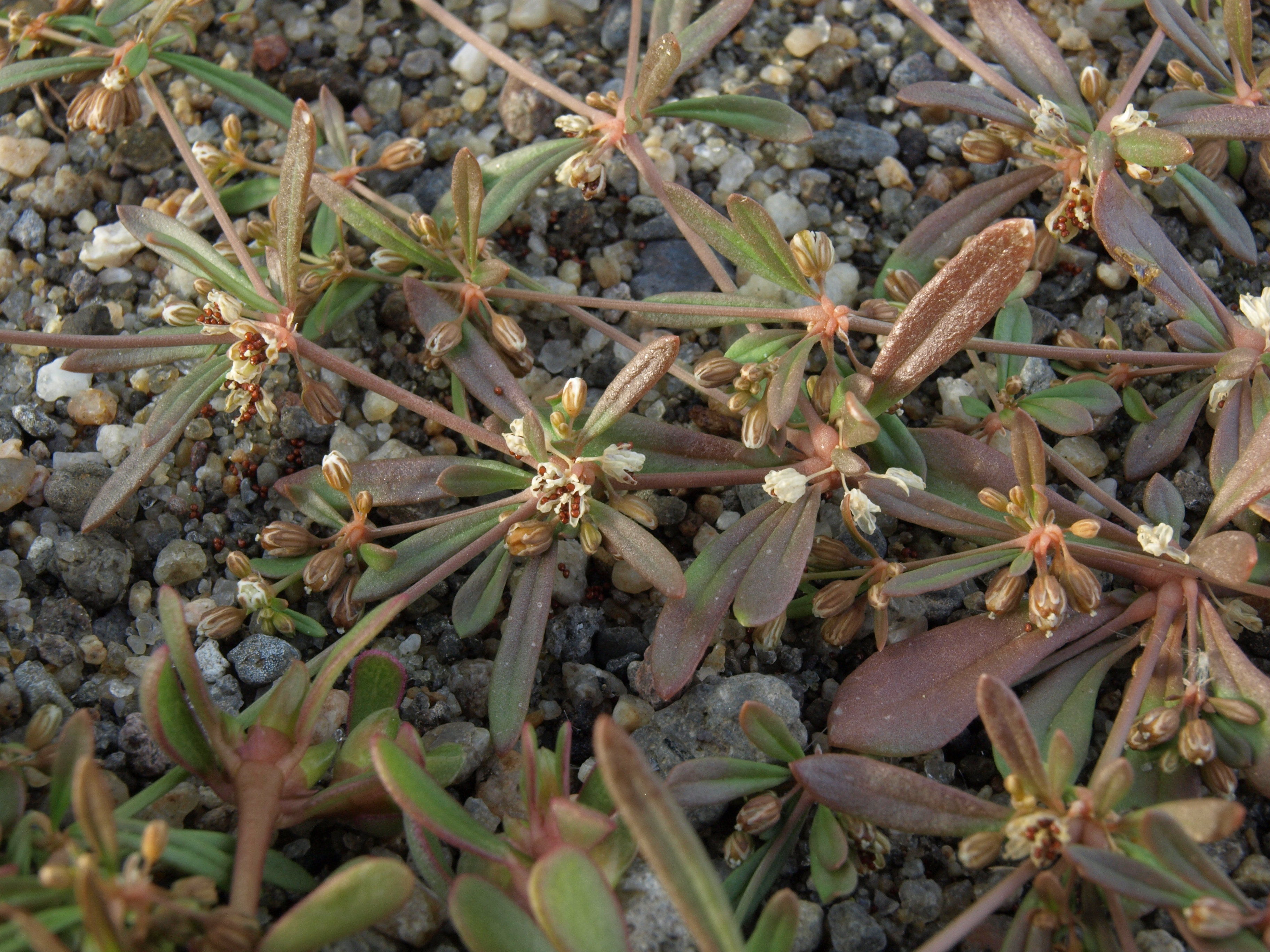
Общий вид
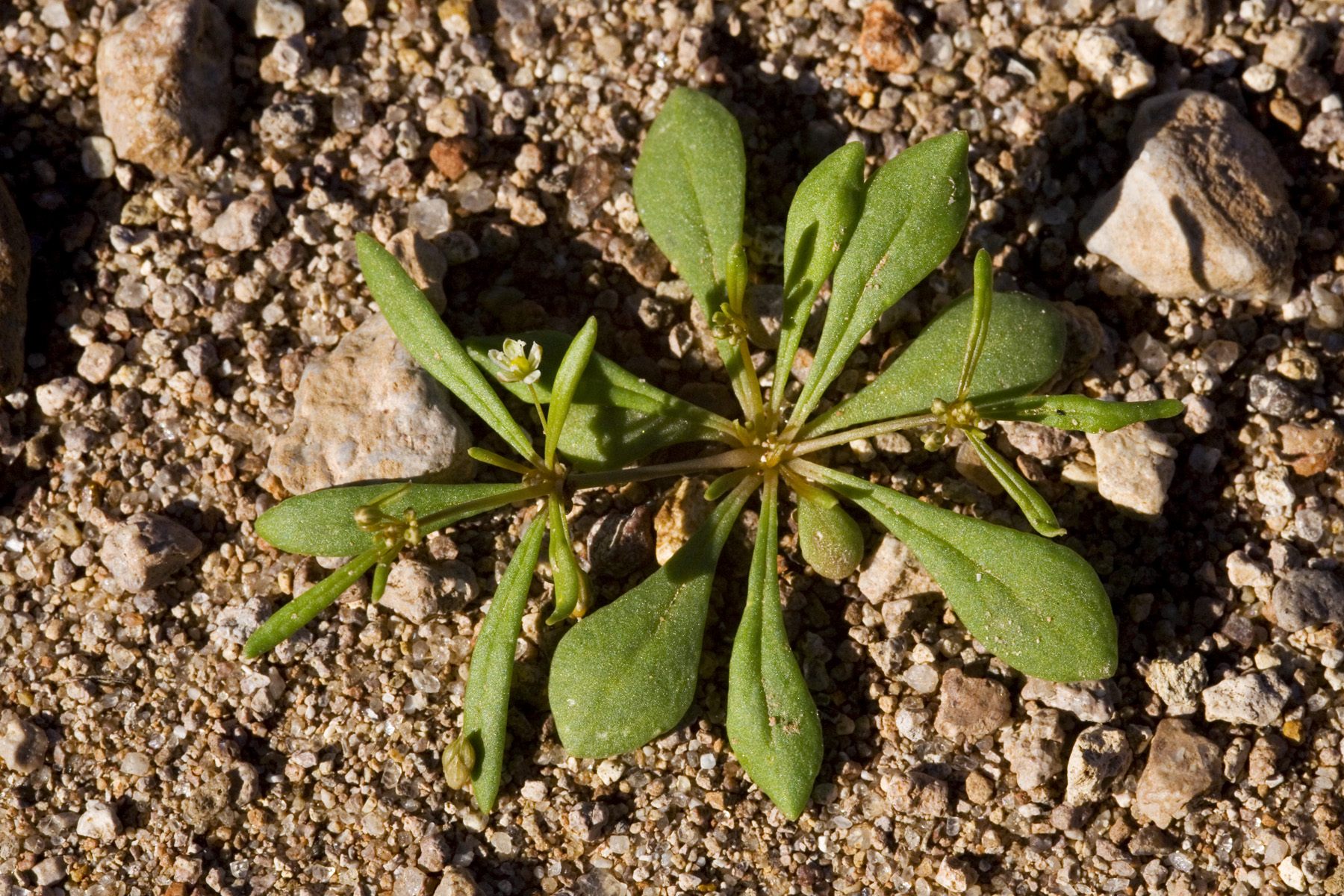
Молодое растение
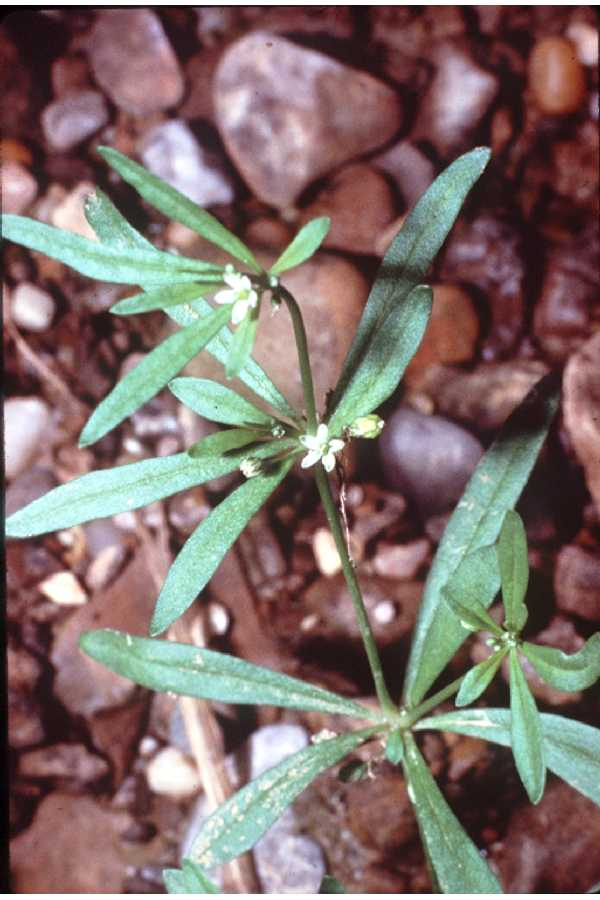
Листья и цветки

## Таксономия
Молекулярно-генетическое секвенирование позволило улучшить понимание таксономических отношений в семействе моллюгиновых, которые ранее были неясными. Род моллюго в настоящее время включает около 35 видов однолетних трав. Сообщалось о нескольких подвидах Mollugo verticillata из-за его различной морфологической природы, однако они не были полностью описаны. Наиболее близкородственные виды: Mollugo floriana, Mollugo flavescens, Mollugo snodgrassii, Mollugo crockeri и Mollugo enneandra.

## Распространение и местообитание
Mollugo verticillata обладает широким ареалом. Вид встречается в Северной Америке (США, Канада, Мексика), Южной Америке (Бразилия, Колумбия), Вест-Индии, Центральной Америке, Евразии и Африке. Некоторые исследования сходятся во мнении, что растение происходит из тропиков Нового Света, а впоследствии распространилось в более умеренные зоны. В целом место происхождения относят к тропикам или субтропикам северного и южного полушарий. Обычно растёт в теплой влажной среде по всей Северной Америке.

## Применение
Наряду с родом глинус, моллюго — съедобные растения, которые исторически использовались в качестве овощей или в лечебных целях. Семейство моллюгиновых было изучено на предмет его терапевтических характеристик, связанных с производством тритерпеновых сапонинов и флавоноидов. Одно исследование показало, что этанольные экстракты M. verticillata могут быть потенциальным иммуномодулятором. Химический состав членов семейства моллюгиновых в целом обладает противогрибковыми и противовоспалительными свойствами.

## Этноботаника
Радиоуглеродный анализ позволил датировать семена Mollugo verticillata, найденные в доисторическом участке археологических раскопок Айсхаус-Боттом (т. н. «Ледяной дом») в Теннесси, как относящиеся к 1170—140 годам до н. э. Другие семена, найденные в Тройвилле (Луизиана), датируются 500 годом н. э.. Точно неизвестно, когда и как этот вид распространился в Северной Америке с умеренным климатом. Европейские перемещения не были причиной этой миграции, потому что углеродный анализ показывает, что растение находилось в долине реки Литтл Теннесси 3 тыс. лет назад. Несмотря на небольшую очевидную пищевую ценность, коренные народы, возможно, использовали M. verticillata. Ботва растения, также называемого «индийской звездчаткой», использовалась в качестве зелени коренными народами Южных Аппалачей.